# Стецкий, Алексей Иванович
Алексе́й Ива́нович Сте́цкий (3 [15] января 1896, Смоленская губерния — 1 августа 1938, расстрелян) — советский партийный деятель.

## Биография

А. И. Стецкий

Родился в семье чиновника в с. Боровщина Вяземского уезда (ныне Сафоновский район Смоленской области). Окончил Смоленскую гимназию.
С 1915 года учился в Петроградском политехническом институте. В том же году вступил в РСДРП(б), в 1916 году входил в состав Петербургского комитета РСДРП от студенческой большевистской фракции.
Институт не окончил, будучи исключён в связи с арестом. Осуждён к административной высылке в Пермь. Затем вёл работу в Москве.
Во время Февральской революции 1917 года агитатор Петербургского комитета партии, затем секретарь завкома, член Выборгского райкома партии. Делегат VI съезда РСДРП(б). Участник Октябрьского восстания в Петрограде и подавления мятежа Керенского — Краснова. В 1918—1920 годах на военно-политической и штабной работе в Красной Армии.
В 1921—1923 гг. учился в Институте красной профессуры. В 1923—1926 гг. работал в системе партийного и государственного контроля в органах ЦКК—РКИ, одновременно в 1925 году являлся редактором газеты «Комсомольская правда». С 1926 года — заведующий отделом Северо-Западного бюро ЦК и Ленинградского губкома партии.
После смерти Ленина активный сторонник Н. И. Бухарина («Когда же Бухарин выступил и против индустриализации, то я понял, что мне с ними не по дороге», — писал Стецкий в письме к Сталину), причислялся к так называемым бухаринским «красным профессорам», после его поражения перешёл на сторону Сталина.
В 1930—1934 годах заведующий отделом культуры и пропаганды ЦК ВКП(б). В 1933 году член Организационного комитета Союза советских писателей, во главе которого номинально находился Максим Горький, но де-факто всеми делами управлял Стецкий. В 1934 году по поручению Сталина изучил жалобу сотрудников Эрмитажа, и благодаря подготовленным им документам хищническая продажа картин из коллекции Эрмитажа была остановлена.
С 1934 года главный редактор журнала «Большевик». В 1935—1938 годах заведующий отделом партийной пропаганды и агитации ЦК ВКП(б).
Руководил пропагандистскими кампаниями в 1930-х гг.: организовывал разоблачения троцкистов, зиновьевцев, «вредителей», кулаков, «подкулачников» и прочих.
Делегат VI съезда РСДРП(б) и XIII—XVII съездов ВКП(б); на XIII—XIV съездах избирался членом ЦКК, на XV—XVII — членом ЦК. Член Оргбюро ЦК с 10 февраля 1934 года. Депутат Верховного Совета СССР 1-го созыва с 1937 года.
В апреле 1938 года арестован, Военной коллегией Верховного Суда СССР 1 августа 1938 года приговорён к расстрелу и в этот же день расстрелян.
Реабилитирован Военной коллегией Верховного Суда СССР 2 июня 1956 года, 3 сентября 1956 года КПК при ЦК КПСС восстановлен в партии.

## Личная жизнь
Был женат на Марии Васильевне Тарновской (07.02.1902 — 10.07.1988), проживали в Петрограде (Ленинграде), позднее в Москве в «Доме на набережной», ул. Серафимовича, 2.
Дочь Млада Алексеевна Стецкая, (1930—2019), родилась в Ленинграде, проработала всю жизнь учителем, две внучки А. И. Стецкого — Ольга (род. 1953) и Ирина (род. 1951), а также трое правнуков — Александр (род. 1977), Анастасия (род. 1986), Анна (род. 1986).